# Jasper, Indiana
Jasper är en stad (city) i Dubois County, i delstaten Indiana, USA. Enligt United States Census Bureau har staden en folkmängd på 15 146 invånare (2011) och en landarea på 33,9 km². Jasper är huvudort i Dubois County. Jasper är förlagan för den fiktiva staden Orson, som teveserien the Middle utspelas i. 

## Kända personer från Jasper
- Brad Ellsworth, politiker